# Uroptychus
Uroptychus is een geslacht van kreeftachtigen uit de klasse van de Malacostraca (hogere kreeftachtigen).

## Soorten
- Uroptychus acostalis Baba, 1988
- Uroptychus aguayoi Chace, 1939
- Uroptychus albus McCallum & Poore, 2013
- Uroptychus alcocki Ahyong & Poore, 2004
- Uroptychus alius Baba, 2005
- Uroptychus altus Baba, 2005
- Uroptychus amabilis Baba, 1979
- Uroptychus anacaena Baba & Lin, 2008
- Uroptychus anatonus Baba & Lin, 2008
- Uroptychus armatus (A. Milne Edwards, 1880)
- Uroptychus australis (Henderson, 1885)
- Uroptychus babai Ahyong & Poore, 2004
- Uroptychus bacillimanus Alcock & Anderson, 1899
- Uroptychus bardi McCallum & Poore, 2013
- Uroptychus bellus Faxon, 1893
- Uroptychus belos Ahyong & Poore, 2004
- Uroptychus bicavus Baba & de Saint Laurent, 1992
- Uroptychus bispinatus Baba, 1988
- Uroptychus bouvieri Caullery, 1896
- Uroptychus brachydactylus Tirmizi, 1964
- Uroptychus brevipes Baba, 1990
- Uroptychus brevirostris Van Dam, 1933
- Uroptychus brevis Benedict, 1902
- Uroptychus brevisquamatus Baba, 1988
- Uroptychus brucei Baba, 1986
- Uroptychus calcar Ahyong & Poore, 2004
- Uroptychus capillatus Benedict, 1902
- Uroptychus cardus Ahyong & Poore, 2004
- Uroptychus cartesi Baba & Macpherson, 2012
- Uroptychus cavirostris Alcock & Anderson, 1899
- Uroptychus chacei (Baba, 1986)
- Uroptychus ciliatus (Van Dam, 1933)
- Uroptychus comptus Baba, 1988
- Uroptychus concolor (A. Milne Edwards & Bouvier, 1894)
- Uroptychus convexus Baba, 1988
- Uroptychus crassior Baba, 1990
- Uroptychus crassipes Van Dam, 1939
- Uroptychus crosnieri Baba, 1990
- Uroptychus cyrano Poore & Andreakis, 2011
- Uroptychus dentatus Balss, 1913
- Uroptychus edisonicus Baba & Williams, 1998
- Uroptychus empheres Ahyong & Poore, 2004
- Uroptychus ensirostris Parisi, 1917
- Uroptychus flindersi Ahyong & Poore, 2004
- Uroptychus fornicatus Chace, 1942
- Uroptychus foulisi Kensley, 1977
- Uroptychus fusimanus Alcock & Anderson, 1899
- Uroptychus glaber Baba, 1981
- Uroptychus gordonae Tirmizi, 1964
- Uroptychus gracilimanus (Henderson, 1885)
- Uroptychus granulatus Benedict, 1902
- Uroptychus hamatus Khodkina, 1981
- Uroptychus hesperius Ahyong & Poore, 2004
- Uroptychus inclinis Baba, 2005
- Uroptychus indicus Alcock, 1901
- Uroptychus insignis (Henderson, 1885)
- Uroptychus intermedius (A. Milne Edwards, 1880)
- Uroptychus jamaicensis Benedict, 1902
- Uroptychus japonicus Ortmann, 1892
- Uroptychus jawi McCallum & Poore, 2013
- Uroptychus jiaolongae Dong & Li, 2015
- Uroptychus joloensis Van Dam, 1939
- Uroptychus kaitara Schnabel, 2009
- Uroptychus laperousazi Ahyong & Poore, 2004
- Uroptychus latirostris Yokoya, 1933
- Uroptychus latus Ahyong & Poore, 2004
- Uroptychus levicrustus Baba, 1988
- Uroptychus litosus Ahyong & Poore, 2004
- Uroptychus longicheles Ahyong & Poore, 2004
- Uroptychus longioculus Baba, 1990
- Uroptychus longior Baba, 2005
- Uroptychus longvae Ahyong & Poore, 2004
- Uroptychus magnispinatus Baba, 1977
- Uroptychus maori Borradaile, 1916
- Uroptychus marissae Baba & Wicksten, 2015
- Uroptychus maroccanus Türkay, 1976
- Uroptychus mauritius Baba, 2005
- Uroptychus minutus Benedict, 1902
- Uroptychus multispinosus Ahyong & Poore, 2004
- Uroptychus murrayi Tirmizi, 1964
- Uroptychus nanophyes McArdle, 1901
- Uroptychus naso Van Dam, 1933
- Uroptychus nigricapillis Alcock, 1901
- Uroptychus nitidus (A. Milne Edwards, 1880)
- Uroptychus novaezealandiae Borradaile, 1916
- Uroptychus occidentalis Faxon, 1893
- Uroptychus occultispinatus Baba, 1988
- Uroptychus onychodactylus Tirmizi, 1964
- Uroptychus orientalis Baba & Lin, 2008
- Uroptychus oxymerus Ahyong & Baba, 2004
- Uroptychus paenultimus Baba, 2005
- Uroptychus paku Schnabel, 2009
- Uroptychus paracrassior Ahyong & Poore, 2004
- Uroptychus parilis Cabezas, Lin & Chan, 2012
- Uroptychus parvulus (Henderson, 1885)
- Uroptychus patulus Ahyong & Poore, 2004
- Uroptychus pilosus Baba, 1981
- Uroptychus pinocchio Poore & Andreakis, 2011
- Uroptychus politus (Henderson, 1885)
- Uroptychus princeps Benedict, 1902
- Uroptychus pronus Baba, 2005
- Uroptychus pubescens Faxon, 1893
- Uroptychus raymondi Baba, 2000
- Uroptychus remotispinatus Baba & Tirmizi, 1979
- Uroptychus rubrovittatus (A. Milne Edwards, 1881)
- Uroptychus rugosus (A. Milne Edwards, 1880)
- Uroptychus rutua Schnabel, 2009
- Uroptychus sagamiae Baba, 2005
- Uroptychus scambus Benedict, 1902
- Uroptychus scandens Benedict, 1902
- Uroptychus setosidigitalis Baba, 1977
- Uroptychus setosipes Baba, 1981
- Uroptychus sexspinosus Balss, 1913
- Uroptychus sibogae Van Dam, 1933
- Uroptychus simiae Kensley, 1977
- Uroptychus similis Baba, 1977
- Uroptychus singularis Baba & Lin, 2008
- Uroptychus siraji Tirmizi, 1964
- Uroptychus soyomaruae Baba, 1981
- Uroptychus spiniger Benedict, 1902
- Uroptychus spinimanus Tirmizi, 1964
- Uroptychus spinirostris (Ahyong & Poore, 2004)
- Uroptychus spinosus (A. Milne Edwards & Bouvier, 1894)
- Uroptychus spinulosus Dong & Li, 2015
- Uroptychus sternospinosus Tirmizi, 1964
- Uroptychus subsolanus Ahyong & Poore, 2004
- Uroptychus suluensis Van Dam, 1933
- Uroptychus taylorae McCallum & Poore, 2013
- Uroptychus thermalis Baba & de Saint Laurent, 1992
- Uroptychus toka Schnabel, 2009
- Uroptychus tomentosus Baba, 1974
- Uroptychus tracey Ahyong, Schnabel, Baba, 2015
- Uroptychus triangularis Miyake & Baba, 1967
- Uroptychus tridentatus (Henderson, 1885)
- Uroptychus uncifer (A. Milne Edwards, 1880)
- Uroptychus undecimspinosus Kensley, 1977
- Uroptychus valdiviae Balss, 1913
- Uroptychus vandamae Baba, 1988
- Uroptychus webberi Schnabel, 2009
- Uroptychus wolffi Baba, 2005
- Uroptychus worrorra McCallum & Poore, 2013
- Uroptychus xipholepis Van Dam, 1933
- Uroptychus yaldwyni Schnabel, 2009
- Uroptychus yokoyai Ahyong & Poore, 2004
- Uroptychus zeidleri Ahyong & Poore, 2004
- Uroptychus zezuensis Kim, 1972